# Cometa West
La cometa West, denominata ufficialmente C/1975 V1 West, è stata la Grande Cometa del 1976. È stata scoperta dall'astronomo danese Richard Martin West il 24 settembre 1975 su lastre riprese col telescopio Schmidt all'osservatorio di La Silla (Cile) dell'ESO: in seguito West scoprì immagini di prescoperta risalenti fino al 10 agosto 1975, la scoperta fu annunciata ufficialmente il 6 novembre 1975.
West ha scoperto varie comete, ma per antonomasia la cometa West è solo la C/1975 V1 West.
La cometa West è stata una delle più belle e luminose comete del XX secolo, durante il periodo di massima visibilità nel mese di marzo 1976 ha mostrato spettacolari bande sincroniche e striate che solo la cometa C/2006 P1 McNaught nel 2007 ha eguagliato e superato. La sua coda ha raggiunto visualmente i 30° di lunghezza.
Lo stress gravitazionale ed il forte irradiamento solare subito durante il passaggio al perielio, molto vicino al Sole, hanno causato la frammentazione del nucleo della cometa in quattro pezzi.